# (467105) 2016 EZ57
(467105) 2016 EZ57 es un asteroide perteneciente al cinturón de asteroides, descubierto el 1 de octubre de 2005 por el equipo Spacewatch desde el Observatorio Nacional de Kitt Peak (Arizona, Estados Unidos).